# 사마귀영원
사마귀영원(학명: Echinotriton andersoni 에키노트리톤 안데르소니[*])은 양서강 유미목 영원과 사마귀영원속의 동물이다. 사마귀영원속의 모식종이다.
일본 아마미 군도와 오키나와섬 고유종이다.
신장 13 ~ 19 센티미터. 두동장은 수컷 7.5 ~ 8.5 센티미터, 암컷 7.2 ~ 10 센티미터. 두부나 꼬리는 편평하다. 정중선에 융기가 발달했으며 몸의 측면에 늑골이 부풀어 오른 톱 모양의 돌기가 7 ~ 9개 있다. 몸색깔은 진한 갈색 사지와 꼬리의 배면, 총배설강의 색은 노란색이다.